# A Brighter Summer Day
A Brighter Summer Day (牯嶺街少年殺人事件S, Gǔ lǐng jiē shàonián shārén shìjiànP, lett. "L'incidente omicida del ragazzo sulla strada Guling") è un film drammatico taiwanese diretto da Edward Yang. Il film è un progetto straordinariamente grande per un film in lingua cinese, non solo per la sua durata di quasi quattro ore, ma anche per il suo coinvolgimento di oltre 100 attori dilettanti in ruoli diversi. Il titolo deriva dal testo di Elvis Presley di "Are You Lonesome Tonight?". Il film è stato selezionato come miglior film alla 64ª edizione degli Academy Awards ma non arrivò alla cinquina finale.

## Trama
A differenza degli altri film del regista, tutti ambientati nel contemporaneo, A Brighter Summer Day si svolge nei drammatici anni '60 dell'isola di Taiwan, segnati dalla politica del governo locale e dai difficili rapporti tra nativi e gli immigrati dalla Cina Popolare insieme al governo del Kuomintang e del suo leader Chiang Kai-shek, dopo la vittoria di Mao Tse-tung. Nelle sue quattro ore, A Brighter Summer Day mostra un episodio di cronaca che ebbe per protagonista un ragazzo, colpevole di aver ucciso una coetanea. Il film si concentra sullo scontro fra due gang giovanili, che rappresentano il luogo in cui un'intera generazione cerca di identificarsi, travolti dal dramma dell'esilio e dall'altra parte la rappresentazione alla lotta al comunismo di Mao che Taiwan imponeva in quegli anni.
Immerso (nonostante il titolo) nell'oscurità, il film si concentra su un giovane, S'ir. Figlio di un padre intellettuale proveniente da Shanghai e incapace di adattarsi alla nuova realtà di Taiwan, si innamora di Ming, una coetanea, legata sentimentalmente a Honey, carismatico capobanda della banda giovanile cui lo stesso S'ir appartiene. Dopo un lungo periodo di assenza, Honey, ricercato dalla polizia, riappare, ma solo per essere ucciso dai membri della banda rivale. Ming tradisce l'amore di S'ir con un altro ragazzo, spingendo così il giovane e smarrito protagonista ad ucciderla. Le incertezze di Ming e S'ir, la confusione dei loro sentimenti, sono in realtà anche lo specchio della stessa Taiwan, un paese dall'identità confusa, che per sostenere il proprio anticomunismo, e quindi i sentimenti di rivalsa nei confronti della Cina continentale, è costretto a cercare il sostegno dei paesi occidentali, in particolare degli Stati Uniti, e quindi ad abbracciarne la cultura, in tutta la sua estraneità.

### Personaggi principali
- Xiao Si'r
- padre di Xiao Si'r
- madre di Xiao Si'r
- Ming
- Cat
- Airplane
- Ma
- Honey

## Produzione

### Regia
I sentimenti di confusione e incertezza di S'ir, e di generale disagio che la pellicola vuole mostrare, sono resi visivamente dal regista con modalità di costruzione delle scene, a partire da quell'oscurità diffusa che le permea - come nella scena del massacro, illuminato solo da rapidi e fuggenti flash -, e continuando con un frequente uso di piani distanziati ed effetti di fuori campo che oggettivamente limitano la visione dello spettatore.

### Sceneggiatura
Ambientato all'inizio degli anni '60 del Novecento, a Taipei, il film è basato su un vero e proprio incidente che il regista ricorda dai tempi della scuola, quando aveva 13 anni. Il titolo originale cinese, 牯嶺街少年殺人事件, che letteralmente si traduce come "L'incidente omicida del ragazzo sulla strada Guling", si riferisce al figlio quattordicenne figlio di un funzionario pubblico che uccise la sua fidanzata, la quale era a sua volta legata ad un capobanda adolescente, per motivi non chiari. Il film pone l'incidente nel contesto del clima politico di Taiwan in quel momento. Il retroscena politico è espresso nel film nella seguente didascalia tradotta:
"Milioni di cinesi dal continente fuggirono a Taiwan nel 1949 con il governo nazionalista dopo la sua sconfitta nella guerra civile contro i comunisti cinesi. I loro figli sono stati cresciuti in un clima di disagio creato dall'incertezza dei genitori per il futuro. Molti formarono bande di strada per ricercare un'identità e per rafforzare il loro senso di sicurezza."
A Brighter Summer Day è ricco di riferimenti all'assimilazione della cultura americana da parte di Taiwan: dalle innumerevoli scene in palestra, dove i ragazzi giocano a basket, alle altrettanto frequenti mazze da baseball, dai biliardi che campeggiano nelle sedi delle due bande rivali, al western Rio Lobo di Howard Hawks, al cinema. Soprattutto la cultura americana è evocata attraverso la musica rock ’n’ roll e un'icona come quella di Elvis Presley (buona parte del film ruota intorno all'organizzazione di un concerto studentesco; il titolo del film nasce dall'erronea traduzione di un verso della canzone di Elvis Are You Lonesome Tonight?), e gli evidenti riferimenti ad altri classici del cinema americano come West Side Story e Gioventù bruciata. Accanto alla presenza della cultura americana c'è poi quella giapponese (gli interni della casa di S'ir, la spada samurai del suo amico Ma, l'ironica frase pronunciata dalla madre di S'ir: «Otto anni di guerra coi giapponesi e ora viviamo in una casa giapponese e ascoltiamo musica giapponese»), che rappresenta il desiderio del governo di Taiwan di emulare il paese orientale che più di altri ha stretto un'alleanza con l'Occidente dando così vita allo sviluppo economico capitalistico. Sospesa tra influenze americane e giapponesi, la Taiwan del film pare una nazione priva di identità tanto quanto lo sono i suoi protagonisti.

## Riconoscimenti
- 1991 - Golden Horse Film Festival
  - Miglior film
  - Nominated: Best Director – Edward Yang
  - Nominated: Best Actor – Chang Chen
- 1991 - Asia Pacific Film Festival
  - Miglior film
- 1991 - Tokyo International Film Festival
  - Premio speciale della giuria
  - FIPRESCI Prize
- 1991 - Kinema Junpo Awards
  - Miglior regia straniera – Edward Yang
- 1991 - Festival des 3 Continents
  - Miglior regia – Edward Yang